# Фемический суд

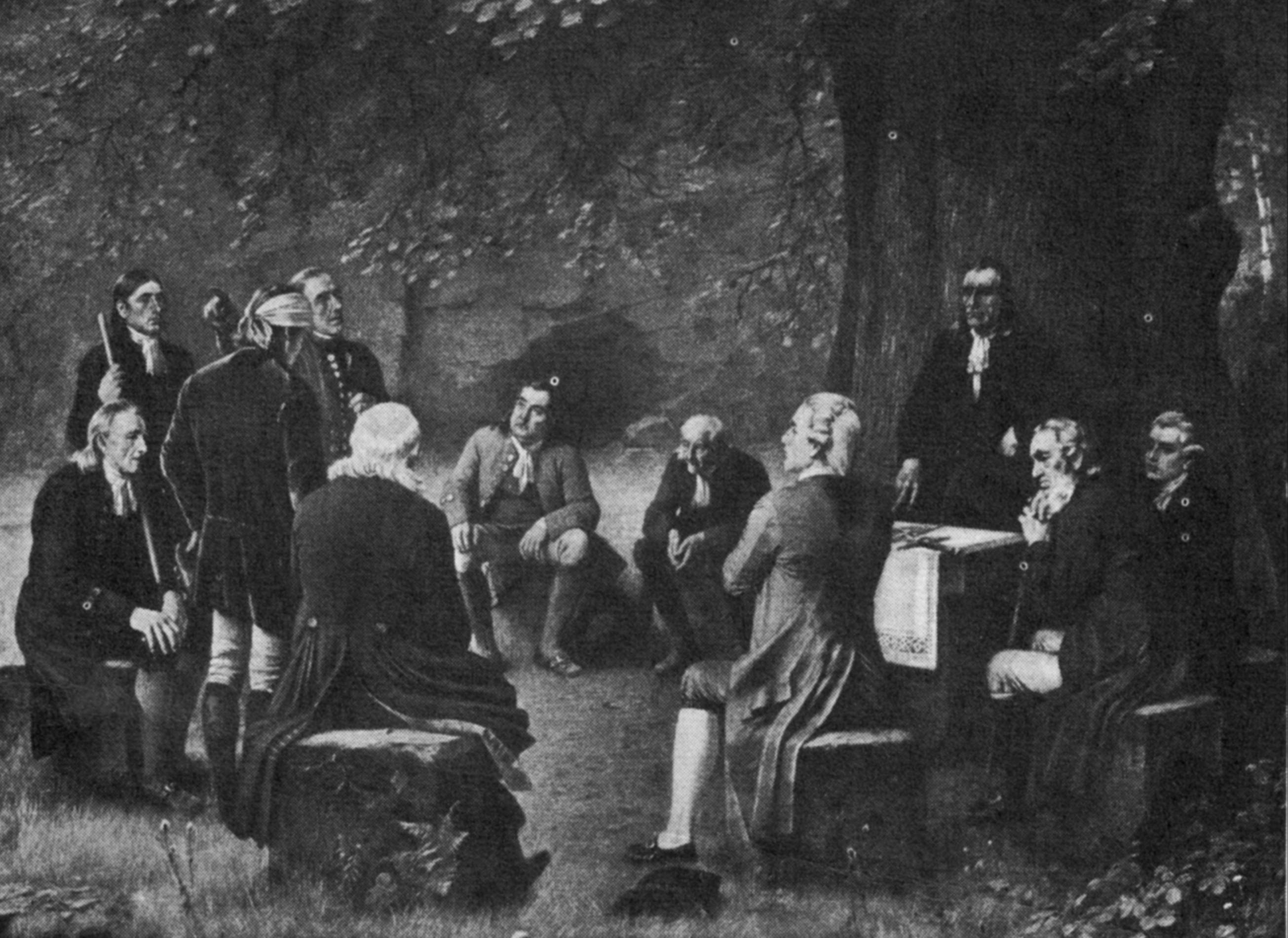
Фемический суд
Фридрих Хиддеманн (Friedrich Hiddemann), ок.1880

Фемические суды, фемы, фемгерихт (ср.-нижн.-нем. feme) — система тайной судебной организации, появившаяся в Вестфалии в конце XII — начале XIII веков. Суды существовали в Германии и ряде других европейских стран в XII—XVI веках, однако последний фемический суд был отменён французским правительством в Мюнстере в 1811 году.

## История и судопроизводство
По поводу происхождения слова Vehme (его пишут также Fehme, Fäme) были высказаны различные предположения, из коих ни за одним нельзя признать решающей убедительности. О фемических судах начинают часто упоминать летописи с половины XIII века; он называется там occultum judicium, secretum judicium, clandestinum judicium; таинственность, окружавшая все действия этого судилища, особенно сильно поражала воображение современников. Фемический суд явился прежде всего в Вестфалии, в качестве своеобразной формы старой системы местных судов, существовавших, по преданию — уже со времен Карла Великого, на самом деле — с XII века, «свободных судов» (нем. Freigericht [фрайгерихт] ← Frei «свободный» + Gericht «суд»), по инициативе одного из архиепископов города Кёльна. «Свободные суды» состояли из императорских судей, назначенных для того или иного округа и призывавших от семи до ста (иногда и больше, до 800) шёффенов из жителей округа; при каждом фрайгерихте находился писец, ведший протокол судоговорения и вписывавший приговоры в «кровавую книгу» (нем. Blutbuch ← Blut «кровь» + Buch «книга»). Председатель — фрайграф, фрайрихтер (нем. Freirichter ← от Frei «вольный» + Richter «судья») — сидел за столом, на котором лежали меч и верёвка.
С середины XIII века рядом с фрайгерихтами начинают появляться фемгерихты, в отличие от своих предшественников, нёсшие тайный, полумистический характер. От остальных судов Германии фемгерихты, как и фрайгерихты, отличались тем, что признавали себя зависящими непосредственно от императора и ни от кого более. Появление фемических судов было связано с усилением феодальной раздробленности германских земель и, как следствие, ослаблением императорской власти в Священной Римской империи. Произвол мелких феодалов подготовил почву для появления подобного рода организаций. Народ прозвал эти суды «вольными судами»; в соответствии с этим члены суда были прозваны «вольными судьями». Суды, возникшие первоначально только в Вестфалии, вскоре быстро распространились по всем немецким землям, пользуясь поддержкой населения, поскольку они не подчинялись ни светской, ни церковной властям.
При хаотическом состоянии средневековых порядков трудно с точностью определить взаимные отношения между обыкновенными судами и фемическими судами, а также разграничить компетенцию фрайгерихтов и фемгерихтов. И те, и другие суды упоминаются в источниках одинаково как мстители за нарушение десяти Божьих заповедей; но фактически компетенция их обусловливалась тем, был ли подсудимый в руках правосудия или не был. Если он был арестован или соглашался явиться на суд, его обыкновенно судили открыто; если он от явки уклонялся, его судил фемгерихт, тайно постановлял приговор и путём тайного убийства приводил его в исполнение. Суд располагал собственным фемическим кодексом, хранившимся в Дортмунде. На суд обвиняемый мог приводить свидетелей, а также, в случае недовольства решением суда, мог апеллировать к Генеральному капитулу тайного закрытого трибунала в Дортмунде. Осуждению не подлежали женщины и дети, евреи, язычники, а также титулованные дворяне и духовенство. Фемические суды выносили только два вида приговоров: казнь или изгнание.
Таинственность фемического суда устрашала почти столько же, сколько роковая сила приговоров, приводившихся в исполнение многочисленными, разбросанными по всей стране людьми, причастными к нему. Обыкновенные суды с компетенцией, ограниченной территориально, при первобытных средствах сообщения, при фактическом отсутствии полиции часто оказывались бессильными в деле осуществления приговоров и ареста преступников, даже если вопрос шел об обыкновенном лице, а не о человеке, располагавшем влиянием или богатством; в последнем случае поимка и наказание преступника становились еще проблематичнее. Фемгерихты провозглашали опалу против обвиненного; это значило, что он должен быть убит (по возможности — повешен) в любом месте и в любой момент, смотря по удобству для исполнителя приговора. Приговоры не имели срока давности, и если приговорённому удавалось скрыться от судей, суд обязан был его преследовать сколько угодно долго. В большинстве случаев приговор фемгерихта относительно не явившегося подсудимого держался в строжайшей тайне, чтобы он не был в состоянии принять чрезвычайные меры к охране своей жизни. Исполнение поручалось кому-либо из шёффенов, а иногда просто лицу, с которым суд был в сношениях.
Сначала (во 2-й половине XIII века) фемические суды нуждались в шёффенах и старались приобретать их во всех концах Германии (но прием их мог состояться лишь в Вестфалии). По мере того как росло почтение к фемическим судам и уверенность в их силе, чуть ли не все независимые юридически граждане Вестфалии и ближайших стран предлагали им свои услуги. Шёффены пользовались известным почтением, с ними считались, да они были и в большей безопасности относительно страшных тайных судов. Князья и герцоги стремились к тому, чтобы их приближенные попали в шёффены, и сами иногда записывались в число посвященных (нем. wissende).
Известия о том, что в XV веке в Германии было около ста тысяч шёффенов, не доказаны, но во всяком случае число шёффенов было весьма велико. Всякий шёффен при поступлении своем давал клятву хранить полную тайну о делах фемического суда и всеми мерами содействовать приведение в исполнение его приговоров. Новые члены при вступлении в организацию давали клятву под страхом смерти сохранять тайну судопроизводства и руководствоваться лишь уставом фемического суда. Одна из формул присяги звучала так: «Клянусь в вечной преданности тайному судилищу; клянусь защищать его от самого себя, от воды, солнца, луны и звезд, древесных листьев, всех живых существ, поддерживать его приговоры и способствовать приведению их в исполнение. Обещаю сверх того, что ни мучения, ни деньги, ни родители, ничто, созданное Богом, не сделает меня клятвопреступником». Фемические суды имели три категории посвящения. Это «главные судьи» (Stulherren), «сидящие на скамейках» — «заседатели» (echevins), и послы (Frahnboten).
В заседаниях фемического суда присутствовали фрайграф и все шёффены, которые этого желали. Когда в суд поступала жалоба, неминуемо должно было последовать судебное разбирательство, но жалоба могла быть принесена только шёффеном: он жаловался либо как потерпевший, либо как официальный обвинитель по уполномочию от потерпевшего, если последний не был шёффеном, то есть был «unwissend». Воровство, убийство, святотатство, насилие — таковы были преступления, чаще всего каравшиеся фемгерихтами.
Обвиняемый прежде всего приглашался явиться на суд; приглашение исходило от фрайграфа. Если он не являлся через 6 недель и три дня (а обвиняемый шёффен — после троекратного приглашения, через 19 недель и два дня), процесс рассматривался в его отсутствие. Если обвиняемый «непосвященный», то есть не шёффен, являлся, суд над ним происходил публично, и фемический суд обращался в открытый «фрайгерихт»; если же не являлся, фемгерихт судил его тайно. Приглашения передавались открыто, но если можно было опасаться со стороны приглашаемых насилия над посланцами фемгерихта, приглашения ночью прибивались к входной двери дома вызываемого в суд лица.
Процессуальная сторона упрощалась до крайности в тех случаях, когда обвиняемый не являлся: обвинитель излагал жалобу, а затем становился на колени перед фрайграфом и, положив два пальца на меч, клялся, что говорит правду. Если у него находилось тут же, между собравшимися шёффенами, шестеро «друзей» (Freunde, Folger), которые подтверждали своею клятвою правдивость обвинителя, обвинение считалось доказанным. Интересно (и вполне согласно с духом средневековой криминалистики), что эти друзья могли ровно ничего не знать об обстоятельствах разбираемого процесса: требовалась лишь подтвержденная клятвою уверенность их в общей правдивости обвинителя, а не в правоте его именно относительно данного дела.
Когда обвинение считалось доказанным, фрайграф после совещания с шёффенами произносил приговор (нем. Vervehmung). Обвиненный провозглашался лишенным «мира и права и вольностей», его шея «отдавалась веревке, труп — птицам и зверям, душа — Господу Богу, если Он пожелает её принять; его жена да станет вдовою, его дети — сиротами». С этого момента все шёффены обязывались всячески содействовать лишении жизни преступника, поимке его и повешению «на ближайшем дереве», содействовать всеми средствами (нем. nach aller ihrer Kraft und Macht). Текст приговора с печатью фрайграфа выдавался на руки обвинителю, который мог рассчитывать на помощь всех шёффенов Германии в тайном и неусыпном преследовании обвиненного; для последнего судебное разбирательство и приговор оставались тайною.
Не только обвинитель, но и всякий иной шёффен имел полное право взять на себя инициативу в поисках и преследовании осужденного; кто имел при себе документ, выданный фрайграфом обвинителю, тот мог рассчитывать на содействие шёффенов, хотя бы с ним и незнакомых (в тех местах, куда мог бы укрыться осужденный). Тайные, неизвестные непосвященным лозунги и условные знаки облегчали сношения между незнакомыми друг с другом шёффенами при розыске скрывшегося преступника и приготовлениях к его убийству. За нарушение тайны фемического суда виновному шёффену грозила неизбежная смерть: его вешали на ближайшем дереве и притом выше, нежели обыкновенного преступника.
Если трем шёффенам Фемгерихта удавалось застигнуть преступника на месте преступления или собрать против него совершенно непререкаемые улики (причем степень непререкаемости устанавливалась ими самими) — они могли, не доводя дела до суда, повесить обвиняемого там же, где застигли его. Все исследователи фемического суда согласны, что это полномочие и злоупотребления им были одною из причин ужаса, который внушали тайные судилища.
Одною из функций фемгерихта, делавшеюся все более заметною с течением времени, было преследование еретиков; Папы относились к фемическому суду обыкновенно очень благосклонно, и архиепископы германские всячески им помогали, а в XIV веке были моменты, когда духовная власть принимала фемический суд под своё прямое покровительство.
В XIII, XIV, и отчасти в XV веках бессилие обыкновенной юстиции заставляло смотреть на фемгерихт как на защиту от произвола сильных, как на лучшую охрану «земского мира»; но со второй половины XV века, почти одновременно с кульминацией могущества фемического суда, начали раздаваться все сильнее жалобы на произвол и злоупотребления тайных судилищ. Эльзасские и дортмундские летописи прямо указывают даже на случаи подкупа фемгерихта.
Негодующие отзывы против самоуправства фемического суда множатся по мере того, как государственная юстиция в каждой из германских стран начинает приобретать реальную силу. Право вешать без соблюдения обычных юридических форм с негодованием упоминается (около 1430 года) ученым секретарем Людвига Пфальцского и другими его современниками, особенно младшими. К концу XV века эти жалобы так умножились, что императоры стали торговать привилегиями, освобождавшими частное лицо или целый город от подсудности фемгерихта. Иногда (например при Мартине V) не император, а Папа давал такие привилегии.
Хотя владетельные князья не особенно спешили уничтожить фемические суды, ставшие в их руках послушным орудием мести и личных расчетов, но к концу XV века они стали бесполезны и выродились в нечто не столько охраняющее, сколько нарушающее «земский мир». В начале реформационного периода о фемических судах говорится уже почти исключительно в тоне насмешки или негодования; возникла, например, поговорка, что в фемгерихте подсудимого сначала вешают, а потом приступают к допросу.
К концу XVI века о фемических судах уже почти не слышно. В Оснабрюке, Мюнстере, Штейнфурте, Дортмунде следы Фемгерихта сохранились дольше, нежели в иных местах. В XVII—XVIII веках Фемические суды то там, то здесь объявляются уничтоженными; но они стали архаизмом уже со времен Реформации, то есть с тех пор, как нормальная юстиция окрепла настолько, чтобы взять на себя исполнение своих прямых обязанностей.
Формально фемические суды просуществовали до XIX века, последний был распущен французским правительством в Мюнстере в 1811 году.

## Интересные факты
- Известно, что в 1470 году 3 фрайграфа вызвали в суд императора Священной Римской империи.[1] Не явившийся в суд император вынужден был, однако, снести оскорбление.
- В сериале «Чёрный список» (s03e12) описывается фемический суд, существующий в наше время.

## Значение в XX веке
В Веймарской республике убийства, совершенные правыми радикалами (например, организацией «Консул») — убийства Курта Эйснера в 1919 году, Маттиаса Эрцгебера в 1921 году и Вальтера Ратенау в 1922 году и др. пресса называла термином Fememord. В 1926 году комиссия рейхстага дала официальное определение этому термину: убийство члена или бывшего члена какой-либо организации в качестве мести за измену этой организации.